# Goryphus rufobasalis
Goryphus rufobasalis är en stekelart som beskrevs av Johan George Betrem 1941. Goryphus rufobasalis ingår i släktet Goryphus och familjen brokparasitsteklar. Inga underarter finns listade i Catalogue of Life.